# Jiřina Knoblochová
Prof. MUDr. Jiřina Knoblochová, CSc. (5. dubna 1918 Praha – 20. prosince 2015 Vancouver) byla česká psychiatrička žijící od roku 1970 ve Vancouveru, kde působila jako emeritní profesorka kanadské Univerzity Britské Kolumbie (The University of British Columbia).

## Život
Studium medicíny nestihla dokončit, protože během německé okupace byly vysoké školy zavřeny. Za druhé světové války pracovala jako válečná zdravotnice na Slovensku. Po válce byla vyznamenána Řádem slovenského národního povstání druhé třídy, za její účast v partyzánské jednotce. Poté studovala chirurgii na klinice prof. Jiráska v Praze a v roce 1947 přešla na psychiatrickou kliniku, kde pracovala jako vedoucí speciální ambulance pro manželské problémy. Spolupracovala společně se svým manželem Ferdinandem Knoblochem na vývoji Integrované psychoterapie.  Vedla také psychoterapeutické komunity v Lobči a Horní Palatě v Praze. V roce 1970 emigrovala s dcerami za svým manželem do USA.
V roce 2004 byla manželům Knoblochovým udělena cena Gratias Agit za šíření dobrého jména České republiky v zahraničí.

## Psychoterapie
Veřejnosti je známá především jako průkopnice dětské a rodinné psychoterapie. Stejně jako její manžel, se věnovala zdravotnické osvětě. Od svého mládí se zajímala o postavení žen ve společnosti. Velmi populární se stala její publikace Láska, manželství a ty. V roce 1953 založila ambulanci manželských a rodinných problémů, vedla manželské a rodinné skupiny. Je spoluautorkou několika odborných knih. Zejména publikace Integrovaná psychoterapie, na které se podílela se svým manželem a která vyšla v letech 1979–1999 v pěti jazycích (angličtině, němčině, japonštině, čínštině a češtině). Má velké zásluhy na praktickém využití a vypracování techniky skupinového schématu.

## Dílo
- Knoblochová, J. (1962). Láska, manželství a ty. Praha: SZN.
- Knoblochová, J. (1964). Duševní porucha a rodinný stav. Praha: SZN.

## Spoluautorství
- Knobloch, F., Wolf, E., Knoblochová, J., Šváb, L. (1956). Neurosy. Praha: SZN.
- Knobloch, F., Knoblochová, J. (1965). Soudní psychiatrie pro právníky a lékaře. Praha: Orbis.
- Knoblochová, J. a kol. (1968). Psychoterapie. Praha: SZN.
- Knobloch, F., Knoblochová, J. (1993). Integrovaná psychoterapie. Praha: Grada.
- Knobloch, F., Knoblochová, J. (1999). Integrovaná psychoterapie v akci. Praha: Grada.